# Klein Vielen
Klein Vielen es un municipio situado en el distrito de Llanura Lacustre Mecklemburguesa, en el estado federado de Mecklemburgo-Pomerania Occidental (Alemania), a una altura de 100 metros. Su población a finales de 2016 era de 650 habs. y su densidad poblacional, 14 hab/km².